# Cryptotis merriami
Cryptotis merriami es una especie de musaraña de la familia soricidae.

## Distribución geográfica
Se encuentra en los altiplanos del sur de México, Guatemala, Honduras, El Salvador, el norte de Nicaragua y el norte de Costa Rica.